# Provinciale weg 670
De provinciale weg 670 (N670) is een provinciale weg in de provincie Zeeland. De weg loopt op Zuid-Beveland en vormt een verbinding tussen de N289 ten oosten van Goes en de bebouwde kom van Yerseke. Tussen Kapelle en Yerseke wordt met de Postbrug (een liggerbrug met een basculebrug) het Kanaal door Zuid-Beveland overbrugd.
De weg is uitgevoerd als tweestrooks-gebiedsontsluitingsweg met een maximumsnelheid van 80 km/h. In de gemeente Kapelle heet de weg Noordweg en vanaf de kruising met de Vroonlandseweg wordt het de Postweg, de maximumsnelheid binnen Kapelle is 50 km/h. Bij en op de Postbrug is de maximumsnelheid 60 km/h. In de gemeente Reimerswaal heet de weg Postweg.

## Geschiedenis
Oorspronkelijk was de huidige N670 een rijksweg. De weg is nooit een planweg geweest en was dus ook nimmer onderdeel van een rijkswegenplan. Tot 1992 werd de weg beheerd door Rijkswaterstaat en was de weg administratief genummerd als rijksweg 761.
Aangezien de weg geen bovenregionale doorgaande functie had, werd het beheer met ingang van de Wet herverdeling wegenbeheer op 1 januari 1993 overgedragen aan de provincie Zeeland. Deze nummerde de weg als N670.
N62 · N69 · N251 · N252 · N253 · N254 · N255 · N256/A256 · N257 · N258 · N260 · N261 · N262 · N263 · N264 · N266 · N267 · N268 · N269 · N270/A270 · N271 · N272 · N273 · N274 · N275 · N276 · N277 · N278 · N279 · N280 · N281 · N282 · N283 · N284 · N285 · N286 · N287 · N288 · N289 · N290 · N291 · N292 · N293 · N294 · N295 · N296 · N296n · N297 · N298 · N300 · N321 · N322 · N324 · N329 · N389 · N394 · N395 · N396 · N397

N556 · N562 · N564 · N570 · N572 · N590 · N595 · N598 · N601 · N602 · N605 · N607 · N612 · N613 · N615 · N616 · N617 · N618 · N620 · N622 · N625 · N629 · N631 · N632 · N637 · N638 · N639 · N640 · N641 · N651 · N652 · N653 · N654 · N655 · N656 · N658 · N659 · N660 · N661 · N662 · N663 · N664 · N665 · N666 · N667 · N668 · N669 · N670 · N671 · N673 · N674 · N675 · N676 · N682 · N683 · N686 · N689 · N690 · N831 · N843

Voormalige provinciale wegen: N299 · N551 · N552 · N553 · N554 · N555 · N560 · N561 · N563 · N565 · N566 · N567 · N568 · N571 · N574 · N580 · N581 · N582 · N583 · N584 · N585 · N586 · N587 · N588 · N589 · N591 · N592 · N593 · N594 · N596 · N597 · N603 · N604 · N606 · N608 · N610 · N611 · N614 · N619 · N621 · N623 · N624 · N626 · N628 · N630 · N634 · N642 · N657